# Pesa Gama

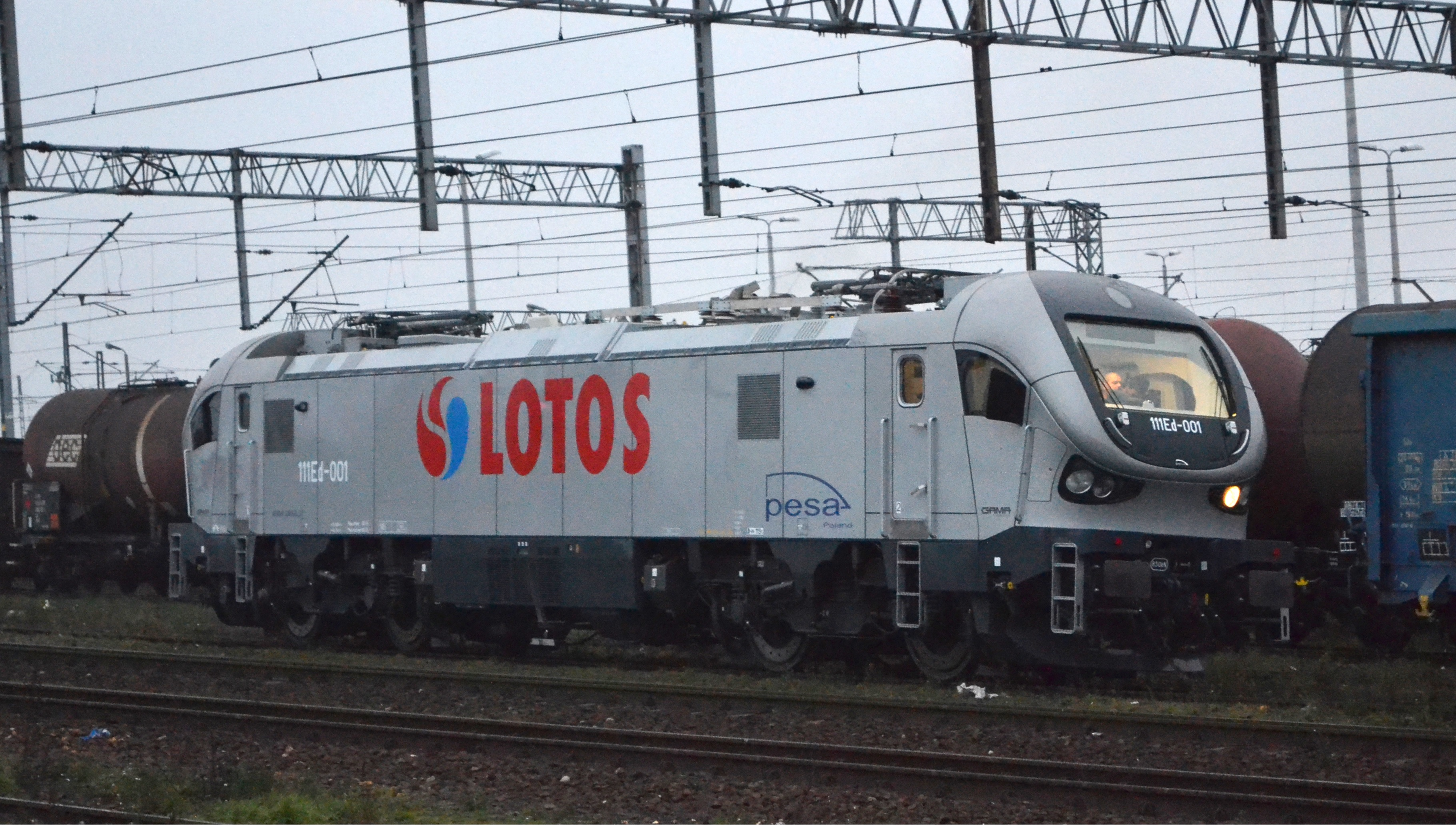
Pesa Gama Marathon v barvách dopravce Lotos Kolej

Pesa Gama je rodina elektrických a motorových lokomotiv polského výrobce Pojazdy Szynowe Pesa Bydgoszcz. Lokomotivy jsou vyráběny od roku 2012.

## Historie
První lokomotivou s označením Gama se stal stroj 111Ed-001 s komerčním označením Gama Marathon, který byl představen na veletrhu InnoTrans 2012. Jedná se o čtyřnápravovou stejnosměrnou elektrickou lokomotivu pro provoz na tratích elektrizovaných soustavou 3 kV DC s maximální rychlostí 160 km/h. Lokomotiva je také vybavena pomocným spalovacím motorem Caterpillar C15. Od roku 2013 je lokomotiva ve zkušebním provozu jak v osobní, tak v nákladní dopravě (např. u dopravců PKP Intercity a Lotos Kolej).

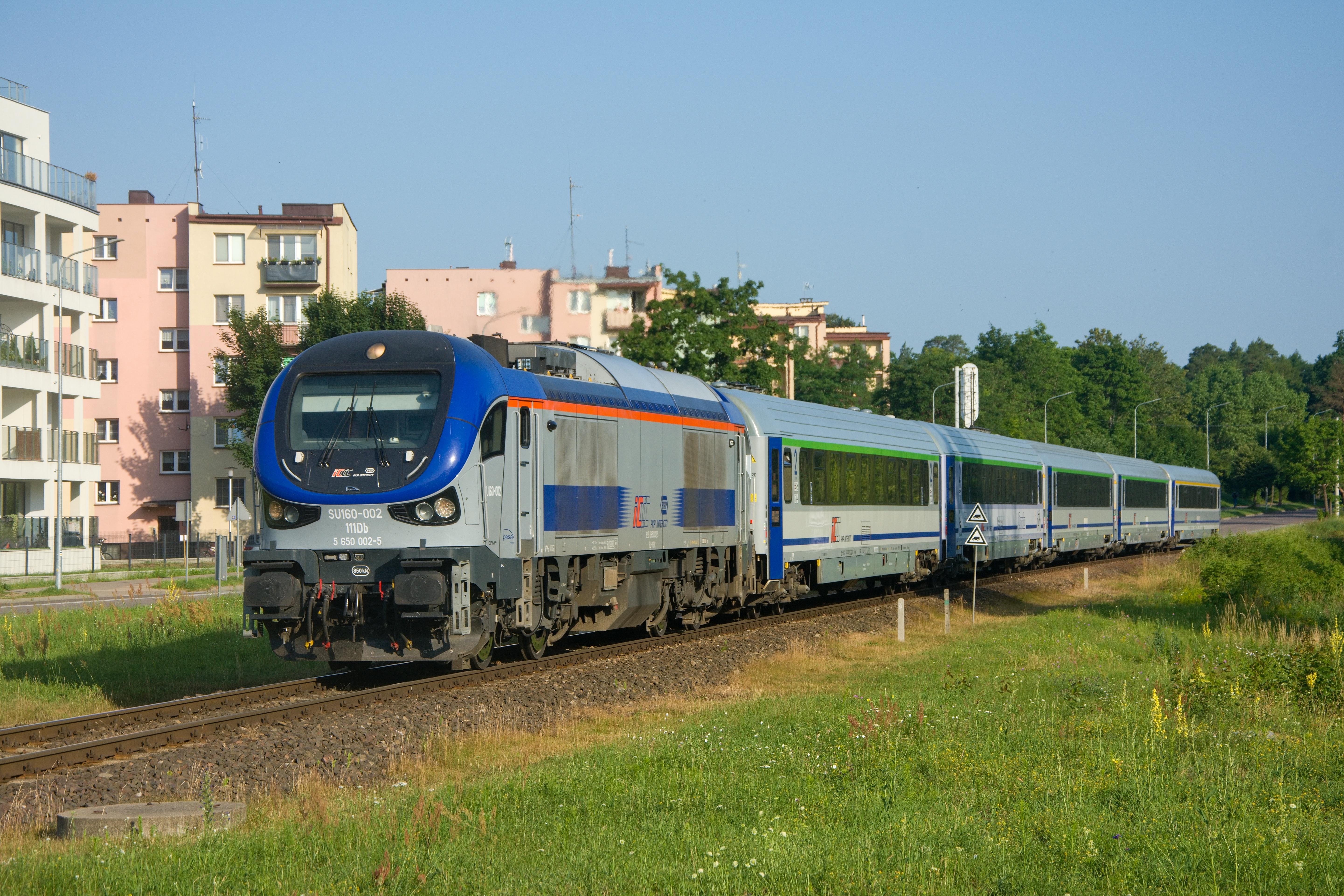
Vlak InterCity v čele s lokomotivou SU160-002

V roce 2014 objednal dopravce PKP Intercity 10 kusů dieselové verze 111Dd v hodnotě 131,2 PLN. Dodány měly být v průběhu roku 2015 a budou nasazeny na trasách Ełk – Korsze, Ełk – Olecko – Suwałki, Řešov – Zamość, Řešov – Zagórz, Krzyż Wielkopolski – Gorzów Wielkopolski – Kostrzyn nad Odrą a Piła – Krzyż Wielkopolski. První lokomotiva pro PKP Intercity – 111Dd-001 – byla představena na veletrhu InnoTrans 2014.
Dopravce Koleje Mazowieckie (KM) pak objednal u firmy Pesa výrobu dvou vratných souprav, přičemž každá z nich se měla skládat z elektrické lokomotivy Gama, devíti patrových vložených vozů a patrového řídicího vozu. Lokomotivy pro KM budou elektrické (3 kV DC) a ponesou označení 111Eb.

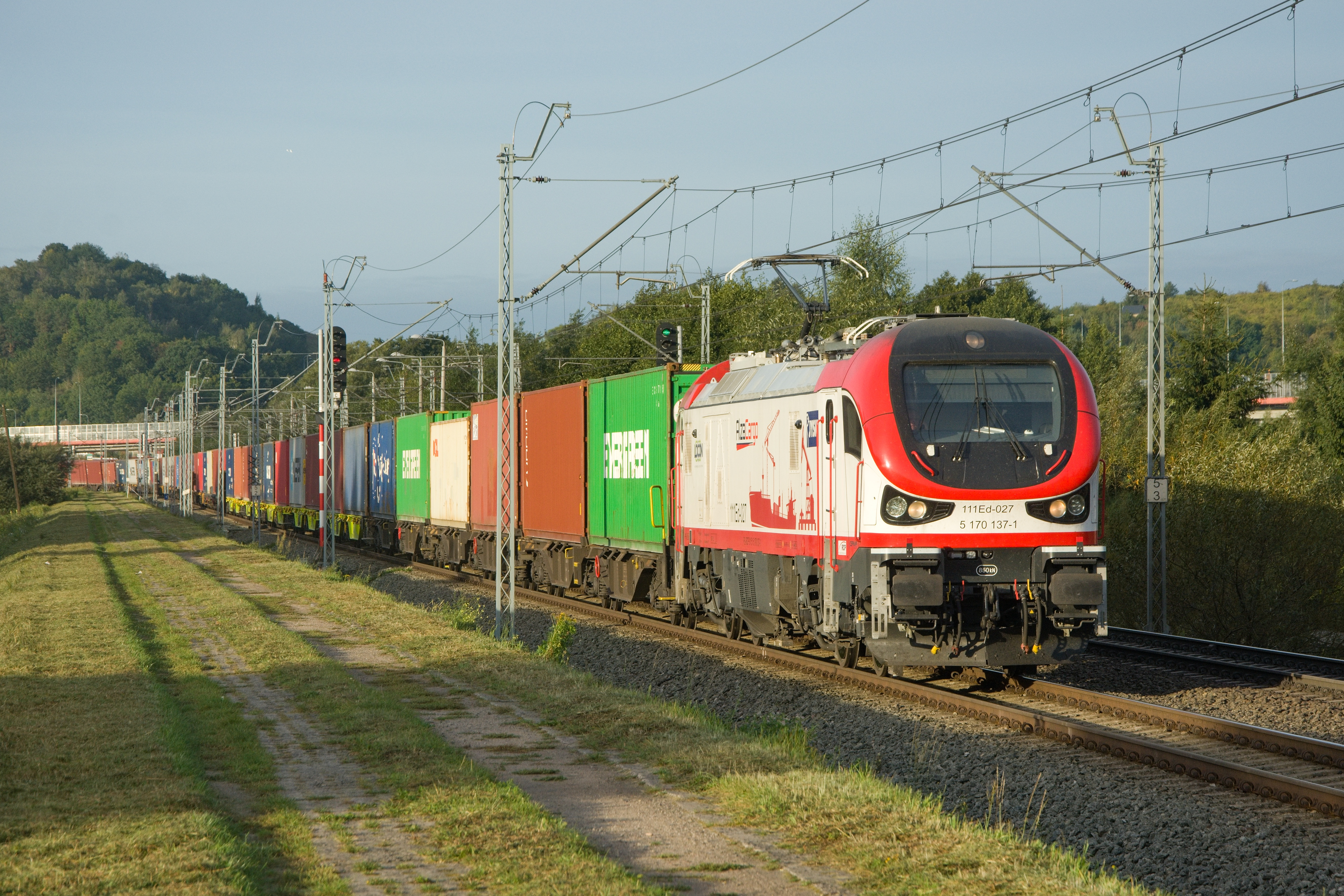
Lokomotiva 111Ed-027 RCP ve službách dopravce Alza Cargo

V roce 2016 byl založen lokpool Rail Capital Partners (RCP), ve které měla podíl 51 % Pesa a 49 % státní fond Polski Fundusz Rozwoju. RCP začala investovat do nákupu lokomotiva Gama. Postupnými objednávkami se pak nejvíce lokomotiv Pesa Gama soustředilo právě do parku RCP, na konci roku 2022 bylo v parku této společnosti celkem 43 strojů Pesa Gama 43 (41 kusů 111Ed a 2 kusy 111Eo). Tyto lokomotivy provozovali různí polští dopravci, mj. Przedsiębiorstwo Usług Kolejowych KOLPREM, Pol-Miedź Trans, Lotos Kolej, Alza Cargo či JSW Logistics.
Do počátku roku 2024 bylo dodáno celkem 79 elektrických lokomotiv z této rodiny, z toho 4 kusy typu 111Eb, 66 kusů typu 111Ed, a 9 kusů typu 111Eo.